# Damery (Somma)
Damery – miejscowość i gmina we Francji, w regionie Hauts-de-France, w departamencie Somma.
Według danych na rok 1990 gminę zamieszkiwało 178 osób, a gęstość zaludnienia wynosiła 37 osób/km² (wśród 2293 gmin Pikardii Damery plasuje się na 819. miejscu pod względem liczby ludności, natomiast pod względem powierzchni na miejscu 893.).